# Hệ thống tăng cường tính năng điều khiển bay
Hệ thống tăng cường tính năng điều khiển bay (tiếng Anh: Maneuvering Characteristics Augmentation System (MCAS)) là một chức năng trên các máy bay Boeing 737 MAX nhằm ngăn chặn việc mất độ cao trong trường hợp tốc độ bay chậm nhưng mũi máy bay lại hướng lên quá cao, gây mất lực nâng. Nó được coi là sản phẩm mới nhất trong suốt 100 năm cố gắng chế tạo các thiết bị cảnh báo cho phi công về việc mất độ cao đang hoặc sẽ xảy ra. Hệ thống này sử dụng các dữ liệu cảm biến tốc độ bay, cảm biến góc nâng và các cảm biến khác để tính toán khi nào máy bay đang rơi vào trạng thái nguy hiểm, sau đó sẽ tự động đẩy cần lái về phía trước (nhằm hạ mũi - hướng máy bay xuống).

## Lịch sử
Các còi cảnh báo mất độ cao đã phổ biến kể từ Chiến tranh Thế giới thứ hai. Trong những năm 1960, một que lắc được lắp đặt để báo cho phi công rằng họ cần điều chỉnh sao cho còi báo này giảm đi. Với sự ra đời của các hệ thống kiểm soát bay trong ngành hàng không, phi công đã có thể cảm nhận được điều này dựa vào cảm giác tay lái trong từng chế độ bay cụ thể, hoặc thậm chí ưu tiên điều khiển trên cả các thao tác của phi công trong trường hợp máy tính trên máy bay phát hiện đang trong tình huống nguy hiểm.
Do một số lỗi lầm của MCAS khiến cho máy bay cứ ngẩng đầu lên đã gây ra tai nạn cho hai chiếc máy bay Boeing 737 MAX dẫn đến một trong những lí do máy bay hiện tại bị cấm bay

## Tai nạn máy bay Boeing 737 MAX được trang bị hệ thống MCAS
- Chuyến bay 610 của Lion Air năm 2018[1][2]
- Chuyến bay 302 của Ethiopian Airlines năm 2019